# Spirama crameriana
Spirama crameriana är en fjärilsart som beskrevs av Embrik Strand 1914. Spirama crameriana ingår i släktet Spirama och familjen nattflyn. Inga underarter finns listade i Catalogue of Life.